# Calle 233 (línea White Plains Road)
Calle 233 es una estación local en la línea White Plains Road del Metro de Nueva York de la división A del Interborough Rapid Transit Company (IRT). La estación se encuentra localizada en Wakefield, Bronx entre la Calle 233 Este y White Plains Road. Los trenes del servicio  se detienen las 24 horas, mientras que los trenes del servicio  solo lo hacen en hora pico.